# ATP de Los Cabos
O ATP de Los Cabos – ou Mifel Tennis Open – é um torneio de tênis masculino, na categoria ATP 250, disputado nas quadras duras do Cabo Sports Complex, em San José del Cabo, no México.

## Finais

### Simples
| Ano                                                         | Campeão            | Vice-campeão          | Resultado     |
| ----------------------------------------------------------- | ------------------ | --------------------- | ------------- |
| 2024                                                        | Jordan Thompson    | Casper Ruud           | 6–3, 7–64     |
| 2023                                                        | Stefanos Tsitsipas | Alex de Minaur        | 6–3, 6–4      |
| 2022                                                        | Daniil Medvedev    | Cameron Norrie        | 7–5, 6–0      |
| 2021                                                        | Cameron Norrie     | Brandon Nakashima     | 6–2, 6–2      |
| Torneio não realizado em 2020 devido à pandemia de COVID-19 |                    |                       |               |
| 2019                                                        | Diego Schwartzman  | Taylor Fritz          | 7–66, 6–3     |
| 2018                                                        | Fabio Fognini      | Juan Martín del Potro | 6–4, 6–2      |
| 2017                                                        | Sam Querrey        | Thanasi Kokkinakis    | 6–3, 3–6, 6–2 |
| 2016                                                        | Ivo Karlović       | Feliciano López       | 7–65, 6–2     |

### Duplas
| Ano                                                         | Campeões                                  | Vice-campeões                        | Resultado         |
| ----------------------------------------------------------- | ----------------------------------------- | ------------------------------------ | ----------------- |
| 2024                                                        | Max Purcell Jordan Thompson               | Gonzalo Escobar Aleksandr Nedovyesov | 7–5, 7–62         |
| 2023                                                        | Santiago González Édouard Roger-Vasselin  | Andrew Harris Dominik Koepfer        | 6–4, 7–5          |
| 2022                                                        | William Blumberg Miomir Kecmanović        | Raven Klaasen Marcelo Melo           | 6–0, 6–1          |
| 2021                                                        | Hans Hach Verdugo John Isner              | Hunter Reese Sem Verbeek             | 5–7, 6–2, [10–4]  |
| Torneio não realizado em 2020 devido à pandemia de COVID-19 |                                           |                                      |                   |
| 2019                                                        | Romain Arneodo Hugo Nys                   | Dominic Inglot Austin Krajicek       | 7–5, 5–7, [16–14] |
| 2018                                                        | Marcelo Arévalo Miguel Ángel Reyes-Varela | Taylor Fritz Thanasi Kokkinakis      | 6–4, 6–4          |
| 2017                                                        | Juan Sebastián Cabal Treat Huey           | Sergio Galdós Roberto Maytín         | 6–2, 6–3          |
| 2016                                                        | Purav Raja Divij Sharan                   | Jonathan Erlich Ken Skupski          | 7–64, 7–63        |